# کوریدوراس نقابدار
کوریدوراس نقابدار (Corydoras metae)، که به نامهای گربه ماهی راهزن، کوریدوراس راهزن یا کوریدوراس رودخانه متا نیز شناخته میشود، یک ماهی آب شیرین گرمسیری است که متعلق به زیر خانواده (Corydoradinae) از خانواده گربه‌ماهیان زره‌دار است. خاستگاه این گونه آبهای داخلی آمریکای جنوبی در حوضه رودخانه متا در کلمبیا میباشد. حداکثر طول آن 4.8 سانتیمتر ثبت شده است.

## نگهداری در آکواریوم
بر اساس دایره المعارف ماهی های آکواریوم و برکه ، کوریدوراس های نقابدار باید در آب هایی با سختی ۵۰ تا ۱۵۰، پی‌اچ ۶ تا ۷ و محدوده دمایی ۲۲ تا ۲۶ درجه سانتیگراد نگهداری شوند.

## همچنین ببینید
- لیست گونه های ماهی آکواریومی آب شیرین

## لینک های خارجی
- عکس از فیش بیس

1. ↑  Mojica, J.I.; Rodríguez-Olarte, D.; Taphorn, D.C.; Usma, S.; Villa-Navarro, F.; Herrera-Collazos, E.E. (2021). "Corydoras metae". IUCN Red List of Threatened Species. IUCN. 2021. Retrieved 16 December 2021.